# Mount Foraker
Mount Foraker är ett 5302 meter högt berg i centrala Alaska Range. Berget ligger i Denali nationalpark (23 km sydväst om Denali). Det är den näst högsta toppen i Alaska Range och den fjärde högsta i USA. Mount Foraker reser sig nästan direkt upp från baslägret för Denali upp till dess topp, på andra sidan Kahiltna Glacier ligger Mount Hunter och Denali nära varandra (cirka 14 km).
Denna toppen kallades tillsammans med Denali för "Bolsjaja Gora", eller "stort berg", av ryssarna. Tanainaindianerna vid Susitna River och tanainaindianerna i norr hade samma namn för Mount Foraker som de hade för Denali (tidigare Mount McKinley), och det verkar som namnen inte användes för en enskild topp utan istället betyda hela Mount McKinley och bergen runt omkring. Tanainaindianerna i Lake Minchumina-området såg bergen från bredsidan och gav därför ett namn åt varje topp. Enligt Hudson Stuck använde dessa indianer två namn för Mount Foraker; "Sultana" som betyder "kvinnan" och "Menlale" som betyder "Denalis fru", Denali.

## Historia
Mount Foraker fick sitt namn 1899 av Lt. J.S. Herron, USA, efter Joseph B. Foraker, en amerikansk senator från Ohio. Bergets norra topp bestegs för första gången den 6 augusti 1934, och den högre södra toppen fyra dagar senare den 10 augusti av C.S. Houston, T.G. Brown och Chychele Waterston.